# 科羅拉多 (巴拉那州)

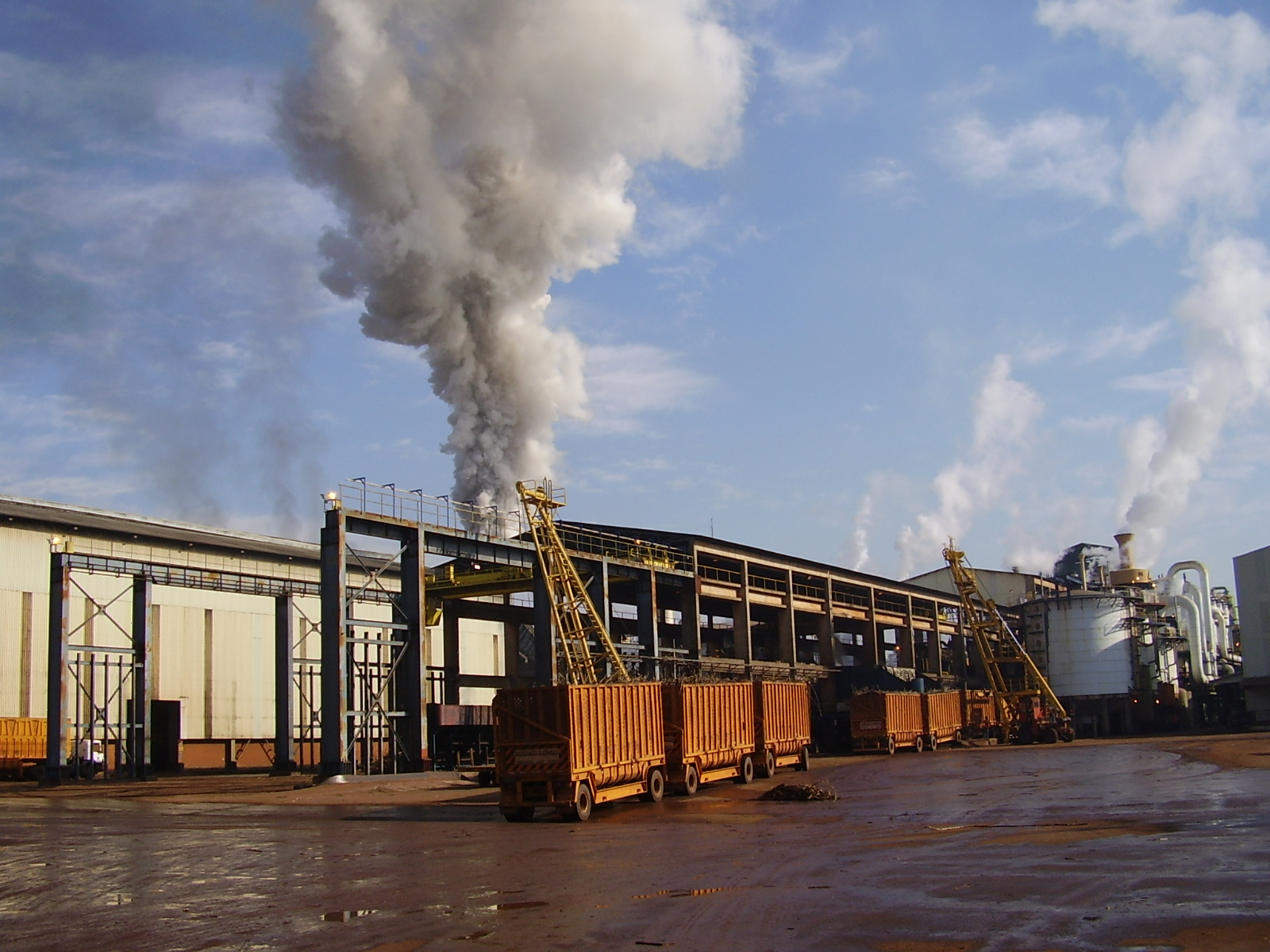
科羅拉多

科洛拉多（葡萄牙語：Colorado）是巴西的城鎮，位於該國南部，由巴拉那州負責管轄，始建於1954年11月26日，面積412平方公里，海拔高度380米，2010年人口22,347，人口密度每平方公里54.21人。